# Ciudad de Jilin
Jilin (en chino, 吉林市; pinyin, Jílín Shì) es una ciudad-prefectura de la provincia de Jilin, República Popular China. Su área es de 27 166 km² y población total es de 4,5 millones. Es la segunda ciudad más grande de la provincia, la antigua capital provincial y la única ciudad importante cuyo nombre es el mismo de la provincia en la que está ubicada.
También llamada «Jiangcheng» (ciudad río en chino, 江城), que se originó del verso en chino: 连樯接舰屯江城, de un poema del emperador Kangxi cuando visitaba la ciudad en 1682. El apodo hace referencia también al río Songhua que rodea casi toda la ciudad. En ella, residen 35 etnias, incluyendo han, manchúes, hui y coreanos. Está situada a 124 km de Changchun (la capital actual) rodeada de ríos y montes.

## Administración
La ciudad prefectura de Jilin se divide en 4 distritos, 4 ciudades municipales y 1 condado:
- Distrito Chuanying (船营区)
- Distrito Longtan (龙潭区)
- Distrito Changyi (昌邑区)
- Distrito Fengman (丰满区)
- Ciudad Panshi (磐石市)
- Ciudad Jiaohe (蛟河市)
- Ciudad Huadian (桦甸市)
- Ciudad Shulan (舒兰市)
- Condado Yongji (永吉县)

## Geografía

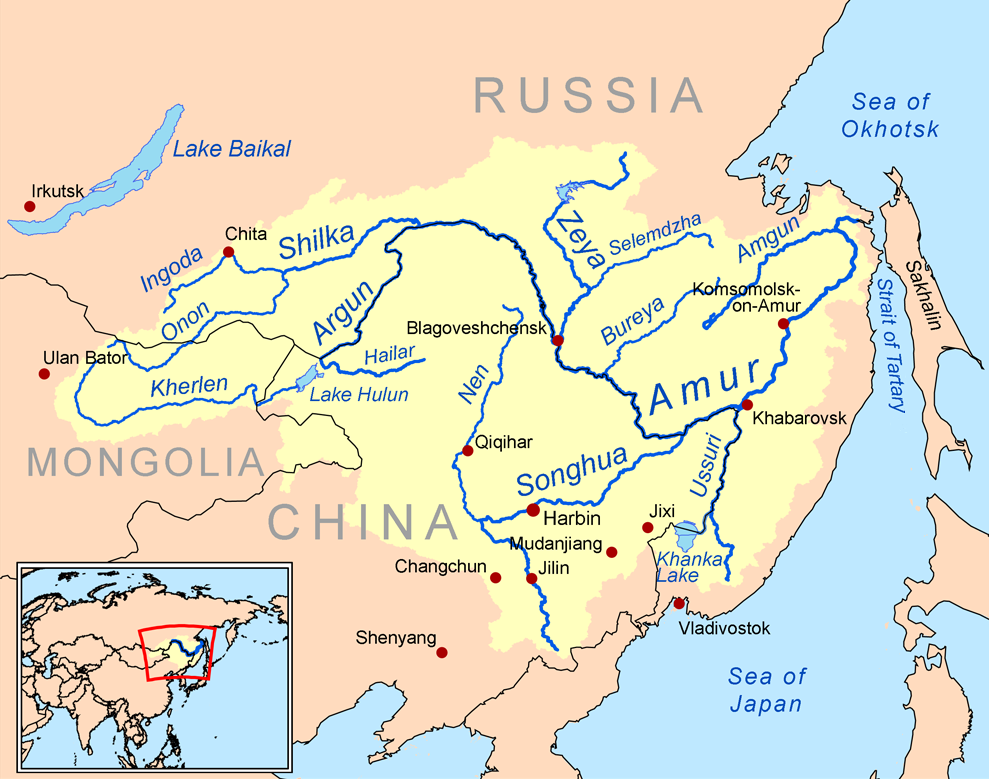
Jilin —a orillas del río Songhua— en mapa del Amur

La ciudad de Jilin está situada en una zona montañosa cerca del río Songhua. La rodean cuatro famosas montañas: la montaña Bei hacia el oeste, la montaña Long Tan en el este, la Zhuque en el norte, y la montaña Tortuga por el sur.
La montaña Bei, es la más famosa de todas. Al parecer el emperador Qianlong fue especialmente a Jilin a visitar esta montaña. También parece que en esta montaña antiguamente hubo una serie de templos budistas.

## Clima
El clima de la ciudad es templado de tipo monzónico con cuatro estaciones bien diferenciadas. La primavera es seca al igual que el verano,el otoño es cálido y lluvioso y el invierno es muy frío y largo.
| Parámetros climáticos promedio de Jilin (1971−2000) | Parámetros climáticos promedio de Jilin (1971−2000) | Parámetros climáticos promedio de Jilin (1971−2000) | Parámetros climáticos promedio de Jilin (1971−2000) | Parámetros climáticos promedio de Jilin (1971−2000) | Parámetros climáticos promedio de Jilin (1971−2000) | Parámetros climáticos promedio de Jilin (1971−2000) | Parámetros climáticos promedio de Jilin (1971−2000) | Parámetros climáticos promedio de Jilin (1971−2000) | Parámetros climáticos promedio de Jilin (1971−2000) | Parámetros climáticos promedio de Jilin (1971−2000) | Parámetros climáticos promedio de Jilin (1971−2000) | Parámetros climáticos promedio de Jilin (1971−2000) | Parámetros climáticos promedio de Jilin (1971−2000) |
| Mes                                                 | Ene.                                                | Feb.                                                | Mar.                                                | Abr.                                                | May.                                                | Jun.                                                | Jul.                                                | Ago.                                                | Sep.                                                | Oct.                                                | Nov.                                                | Dic.                                                | Anual                                               |
| --------------------------------------------------- | --------------------------------------------------- | --------------------------------------------------- | --------------------------------------------------- | --------------------------------------------------- | --------------------------------------------------- | --------------------------------------------------- | --------------------------------------------------- | --------------------------------------------------- | --------------------------------------------------- | --------------------------------------------------- | --------------------------------------------------- | --------------------------------------------------- | --------------------------------------------------- |
| Temp. máx. abs. (°C)                                | 5.4                                                 | 12.8                                                | 20.0                                                | 30.6                                                | 34.8                                                | 35.1                                                | 35.4                                                | 35.7                                                | 30.4                                                | 27.9                                                | 19.6                                                | 11.5                                                | '                                                   |
| Temp. media (°C)                                    | -17.3                                               | -13.4                                               | -2.6                                                | 7.3                                                 | 14.7                                                | 20.1                                                | 22.8                                                | 21.2                                                | 14.6                                                | 6.4                                                 | -3.6                                                | -13.1                                               | 4.8                                                 |
| Temp. mín. abs. (°C)                                | -40.3                                               | -37.3                                               | -27.0                                               | -12.1                                               | -7.5                                                | 5.0                                                 | 10.7                                                | 5.3                                                 | -4.1                                                | -15.6                                               | -29.1                                               | -36.4                                               | '                                                   |
| Precipitación total (mm)                            | 4.6                                                 | 6.5                                                 | 14.0                                                | 28.6                                                | 57.2                                                | 108.6                                               | 171.5                                               | 134.9                                               | 64.8                                                | 36.6                                                | 12.8                                                | 6.7                                                 | 646.8                                               |
| Días de precipitaciones (≥ 1 mm)                    | 5.5                                                 | 6.4                                                 | 7.0                                                 | 9.2                                                 | 12.3                                                | 15.0                                                | 16.3                                                | 13.6                                                | 10.0                                                | 7.7                                                 | 6.8                                                 | 7.0                                                 | 116.8                                               |
| Fuente:                                             |                                                     |                                                     |                                                     |                                                     |                                                     |                                                     |                                                     |                                                     |                                                     |                                                     |                                                     |                                                     |                                                     |

## Turismo

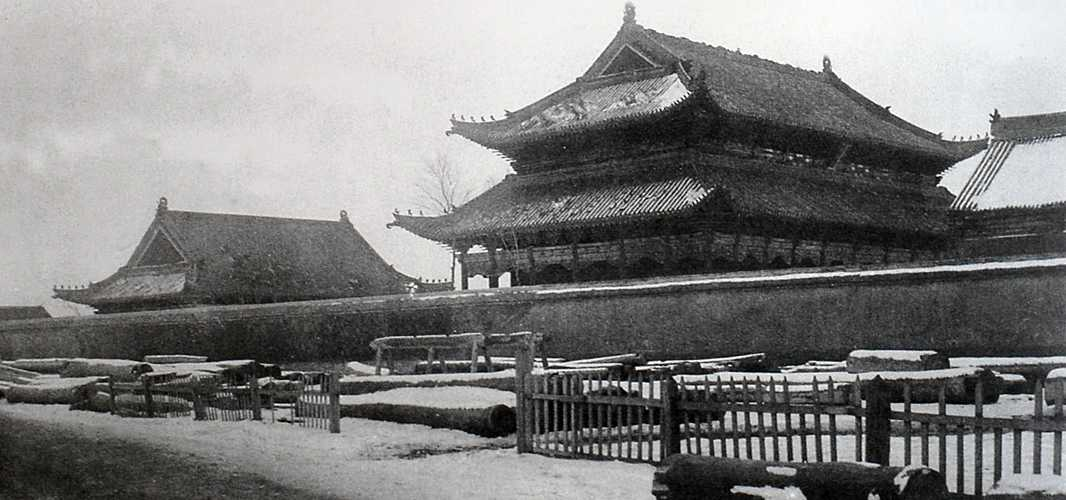
Templo de la ciudad de Jilin, el año 1925.

Jilin es un destino popular entre los turistas quienes son atraídos por el espectáculo de la escarcha de nieve que se forma en los árboles a lo largo del río Songhua. La escarcha de nieve es un fenómeno natural que ocurre cada año entre enero y febrero. La escarcha se forma cuando el agua tibia del río, en forma de vapor, se encuentra con las frías temperaturas (-20 °C) durante la noche, causando la cristalización de la misma en las ramas de los sauces. Los árboles escarchados de Jilin son una de las cuatro maravillas naturales de China, junto con las montañas y arroyos de Guilin, el bosque de piedra de Yunnan, y los tres cañones en el río Yangtze.

## Ciudades hermanas
La Ciudad de Jilin está hermandada con:
- Najodka.
- Spokane.
- Cherkasy.
- Jämtland.
- Óblast de Volgogrado.